# Chiton kaasi
Chiton kaasi är en blötdjursart som först beskrevs av Eugène Leloup 1981. Chiton kaasi ingår i släktet Chiton, och familjen Chitonidae.
Artens utbredningsområde är Indiska oceanen. Inga underarter finns listade i Catalogue of Life.